# The Tabernacle

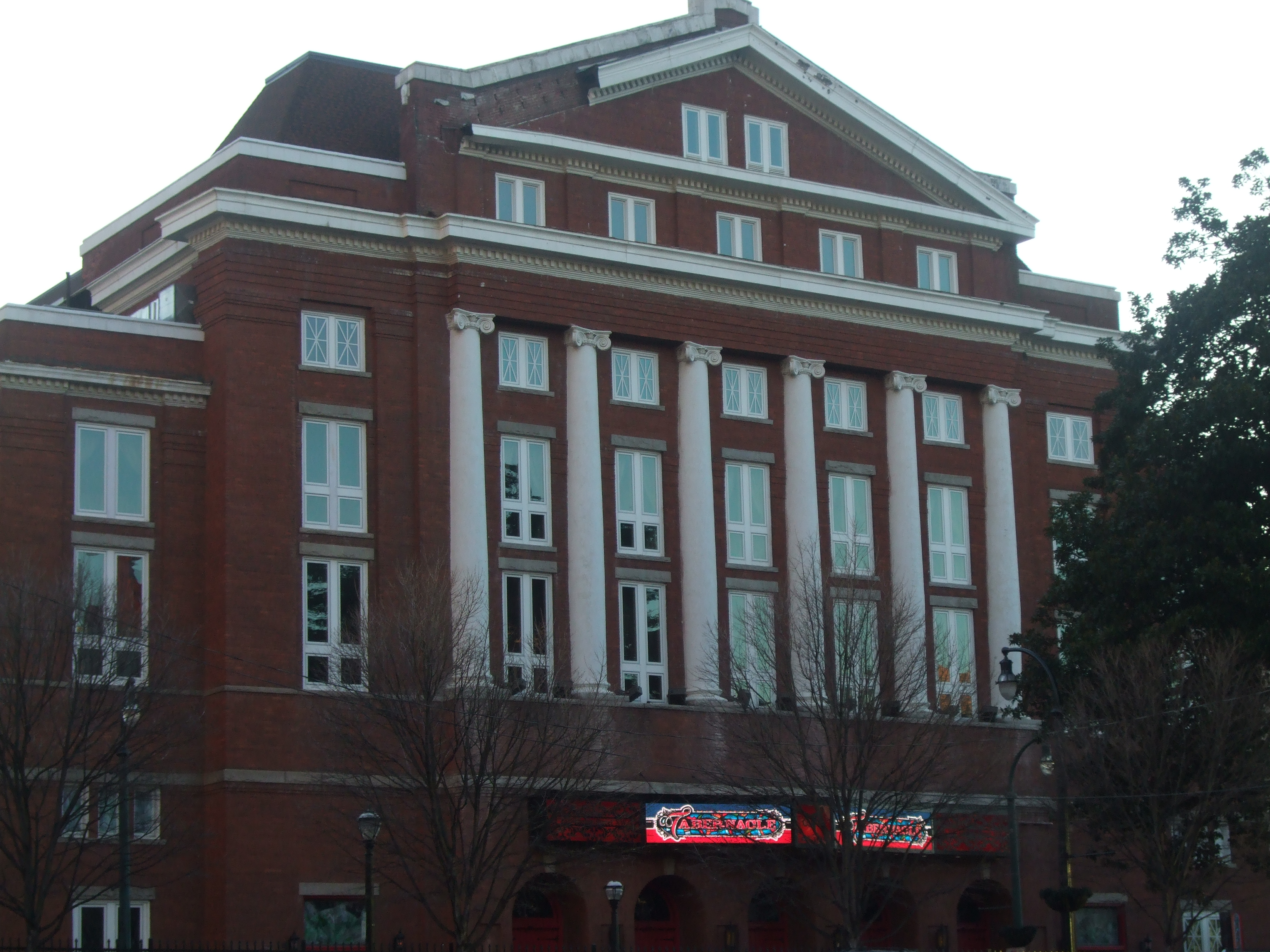
The Tabernacle

The Tabernacle é uma casa de shows de tamanho médio, localizado em Georgia, Atlanta, EUA. 
O Tabernáculo tem sido um local para shows notáveis, incluindo Guns N 'Roses, The Black Crowes, Fergie, Adele, Robbie Williams, Alice in Chains, Bob Dylan, Prince, The New Power Generation, Sevendust, entre outros. Junto com shows de música, o local também exibe muitas turnês de comédia, incluindo Bob Saget, Lisa Lampanelli, Cheech & Chong e Stephen Lynch.. É gerenciada pela Live Nation e tem uma capacidade de 2.600 pessoas.